# Parti nationaliste d'Australie
Le Parti nationaliste d'Australie (« The Nationalist Party of Australia » (NPA)) était un parti politique australien qui défendait les idées nationalistes en Australie. Il a été créé le 17 février 1917 par la fusion du parti conservateur, le « Commonwealth Liberal Party » et du « National Labor Party » (NLP). Le NLP avait été créé trois mois auparavant par des parlementaires du parti travailliste, y compris le Premier Ministre de l'époque Billy Hughes qui étaient favorables à l'instauration d'un service militaire obligatoire en Australie. En 1931, le parti reçut le renfort de nouveaux députés travaillistes et changea de nom pour devenir le parti « United Australia ».

## Histoire
En octobre 1915, le Premier ministre travailliste Andrew Fisher démissionne et  Billy Hughes est choisi à l'unanimité pour lui succéder. Il était un fervent partisan de la participation de l'Australie à la Première Guerre mondiale et, après une visite en Grande-Bretagne en 1916, il acquiert la conviction que la conscription est nécessaire si l'Australie veut maintenir sa contribution à l'effort de guerre. La majorité de son parti, et plus particulièrement les catholiques et les représentants syndicaux,  y sont farouchement opposés, surtout après les représailles du gouvernement britannique contre l'insurrection irlandaise de Pâques 1916. En octobre, Hughes organise un référendum pour essayer d'obtenir l'appui de la population, mais le référendum est battu de justesse. L'archevêque catholique de Melbourne, Daniel Mannix, a été son principal adversaire sur la question de la conscription. La défaite, cependant, n'empêche pas Hughes de continuer à plaider avec force en faveur de la conscription. 
Le 15 septembre 1916, la direction du parti travailliste de Nouvelle-Galles du Sud exclut Hughes du parti travailliste. Lorsque le bureau fédéral du Parti travailliste se réunit le 14 novembre 1916, de longues discussions s'ensuivent jusqu'à ce que Hughes sorte avec 24 autres membres du parti et que le reste (43) des membres vote ensuite une motion de défiance envers son leadership, avant d'expulser Hughes et les autres membres du parti qui sont sortis.
Hughes et ses disciples forment un gouvernement minoritaire (brièvement connu sous le nom de « National Labor »), avec le soutien de Joseph Cook et du Parti libéral du Commonwealth. Comme la guerre se prolonge, Hughes entame des négociations avec Cook pour former un nouveau parti. En février, les deux groupes fusionnent officiellement  pour créer le Parti nationaliste avec Hughes comme leader. Bien qu'il ait été dominé par d'anciens libéraux, la présence de nombreux anciens travaillistes, dont plusieurs avaient été parmi les premiers dirigeants de ce parti, donne des nationalistes une image de parti d'unité nationale.